# Hexahydrocannabinol
L’hexahydrocannabinol (HHC) est un dérivé hydrogéné du tétrahydrocannabinol.

## Description
Ce phytocannabinoïde naturel a été identifié comme étant un composant à l'état de trace dans Cannabis sativa,, mais qui peut également être reproduit synthétiquement en utilisant la technique de l'hydrogénation des extraits de cannabis. Roger Adams a utilisé le THC naturellement présent dans une plante de Cannabis sativa pour synthétiser du HHC en 1947. Depuis, plusieurs groupes de chercheurs ont synthétisé avec succès du HHC en utilisant du citronellal et de l'olivétol, ainsi que d'autres composés apparentés. Le HHC n'a fait l'objet que d'une étude en 2015, et en 2020, quand le groupe de chercheurs dirigés par C. de Las Heras a découvert 43 cannabinoïdes en analysant un extrait lipidique de graines de Cannabis sativa, l'un d'eux était l'hexahydrocannabinol (9). Le HHC peut être fabriqué à partir du Δ 8 -THC, du Δ 9 -THC, ou du CBD. L'une des particularités du HHC est qu'il n'y a pas de doubles liaisons dans le cycle cyclohexyle comme avec le D8/D9 THC — elles ont été retirées de la structure et le composé a été hydrogéné,. Il a été démontré que des analogues structuraux similaires au HHC se lient au récepteur endocannabinoïde 1 et produisent des effets chez les animaux, l'énantiomère 9β-HHC étant beaucoup plus actif que le 9α-HHC.
Plusieurs analogues du HHC structurellement apparentés se sont avérés être naturellement présents dans le cannabis, notamment le cannabiripsol, le 9α-hydroxyhexahydrocannabinol, le 7-oxo-9α-hydroxyhexahydrocannabinol, le 10α-hydroxyhexahydrocannabinol, le 10aR-hydroxyhexahydrocannabinol et le 1′S-hydroxycannabinol, 10α-hydroxy-Δ(9,11)-hexahydrocannabinol et 9β,10β-époxyhexahydrocannabinol.
Le HHC lui-même a été identifié comme étant un sous-produit de la dégradation du THC, de la même manière que le Cannabinol et le Delta-8-THC peuvent être formés par la plante de cannabis à partir de la dégradation du Delta-9-THC,.
Des scientifiques ont découvert que le delta-9-THC se métabolise en 11-hydroxy-THC et en alpha,10 alpha-époxy-hexahydrocannabinol, ainsi qu'en 1,2-époxy-hexahydrocannabinol. Mais aussi que le cannabidiol se métabolise dans l'organisme en 9α-hydroxy-HHC et 8-hydroxy-iso-HHC. En présence d'alcool, des analogues méthoxy ou éthoxy tels que 9-méthoxy-HHC, 10-méthoxy-HHC, 9-éthoxy-HHC et 10-éthoxy-HHC peuvent se former.

## Effets secondaires
La demi-vie du hhc n'est pas connue, on lui prête la propriété d'augmenter les niveaux de dopamine, de sérotonine et de GABA impliqués dans la régulation de l'humeur, de la mémoire et du sommeil. Cette propriété l'apparenterait à certains benzodiazepines et à de nombreux antidépresseurs dont on connaît les demi-vies qui peuvent être longues voire très longues et singulièrement compliquer leurs sevrages.
Les études sont donc et à l'heure actuelle relativement rares et insuffisantes mais elles tendent à devenir plus nombreuses depuis l'interdiction dans plusieurs pays de l'UE. En dehors des aspects légaux, elles incitent à s'abstenir d'en consommer. Parmi les effets secondaires habituellement soupçonnés(dépendance, anxiété, insomnies, chutes-hypotension, altération de plusieurs capacités cognitives, épisodes épileptoïdes, etc.), l'une d'entre elles met en évidence des risques non-négligeables de psychose.

## Production
"Le contrôle de la qualité est totalement inadéquat dans la nouvelle industrie émergente du Δ 8 -THC. Les consommateurs américains ingèrent des produits mal étiquetés contenant de nombreux composés qui n’ont jamais fait l’objet de tests toxicologiques. Des cas d'EVALI(lésion pulmonaire associée à l'utilisation du produit par vapotage ou "atteinte respiratoire aigüe") continuent d'être signalés avec un taux de mortalité proche de 2 % (en Californie)".

## Interdiction en France
L'ANSM annonce l'interdiction (production, vente et usage) du HHC et de deux de ses dérivés, le HHC-acétate (HHCO) et «l’hexahydroxycannabiphorol» (HHCP) sur le territoire français à partir du 13 juin 2023,. Ces interdictions vont s'étendre à d'autres canabinoïdes synthétiques tels HHCPO, THCP, H4CBD (le H2CBD existe par ailleurs), ainsi que des isomères du delta 9-THC : delta 8-THC et delta 10-
THC.
Auparavant ces substances n'entraient pas dans le cadre des législations sur le cannabis tout en présentant pour autant des effets similaires.

### Rapport de 2024 de L'OFCDT[25]
Extraits relatifs au HHC :
- Cannabinoïdes hémi-synthétiques : une catégorie de NPS émergente, avec l’hexahydrocannabinol (HHC). L’hexahydrocannabinol (HHC) est un NPS cannabinoïde apparu en France à l’automne 2022. Il appartient à la catégorie des cannabinoïdes hémi-synthétiques. Il est produit de façon endogène par la plante de cannabis à l’état de traces. En réalité, la molécule présente dans les produits commercialisés est issue de synthèse chimique à partir d’autres phytocannabinoïdes comme le THC (isomères delta-8 et delta-9), ou encore à partir de CBD, lui-même extrait de plantes de cannabis « CBD dominant ». Sa diffusion sur le continent européen au début de l’automne 2022 a été très rapide, avec des signalements dans l’Early Warning System dans de nombreux pays de l’UE en l’espace de quelques semaines. Cette diffusion rapide ainsi que son analogie de structure chimique avec le THC ont entraîné le passage à une surveillance intensive en novembre 2022. Au niveau national, le premier cas d’intoxication fut rapporté en octobre 2022, avec une collecte SINTES associée dont l’analyse a permis de confirmer la présence de HHC. L’usager avait rapporté après consommation des effets indésirables similaires à un produit contenant du THC (détente, euphorie, ralentissement psychomoteur, altération de la vision, xérostomie). Le produit collecté se présentait sous forme d’herbe, obtenue en CBD shop. À la suite de ce premier cas, les dispositifs de veille et d’alerte ont reçu et évalué de nombreux cas d’intoxications, d’abus et de dépendance, associés à une variété de présentation du HHC, notamment sous forme comestible. Par ailleurs, certaines collectes ont permis d’objectiver une tromperie car certains produits étaient vendus comme contenant du CBD. Une mise en commun de toutes les données nationales en fin d’année a conduit à la rédaction d’un document technique par l’EMCDDA sur cette molécule, et plus largement sur les cannabinoïdeshémi-synthétiques (EMCDDA et al., 2023[26]). L’HHC et deux de ses dérivés, l’hexahydrocannibiphorol (HHC-P) et l’HHC-acétate (HHC-O) ont été inscrits sur la liste des produits stupéfiants sur décision del’Agence nationale de sécurité du médicament et des produits de santé (ANSM) en juin 2023[27].

## Composés apparentés
L'hexahydrocannabinol ne doit pas être confondu avec les composés apparentés 9-Nor-9β-hydroxyhexahydrocannabinol (9-Nor-9Beta-HHC) ou 9-Hydroxyhexahydrocannabinol (9-OH-HHC) ou 11-Hydroxyhexahydrocannabinol (11-OH-HHC et 7-OH -HHC), qui ont tous parfois été appelés « HHC »[réf. nécessaire].
- 7,8-Dihydrocannabinol
- 11-Hydroxyhexahydrocannabinol
- Cannabinol
- Delta-6-Cannabidiol
- 9-Nor-9β-hydroxyhexahydrocannabinol
- 9-Hydroxyhexahydrocannabinol
- HU-243
- Canbisol
- Delta-8-THC
- Delta-10-THC
- Tétrahydrocannabiphorol
- THC-O-acétate
- PHC